# 戊二酸二甲酯
戊二酸二甲酯（英語：dimethyl pentanedioate）是一种性质稳定的酯类有机化合物，常态下是无色澄清液体，在水中的溶解度为53g/L。戊二酸二甲酯具有可燃性，需在2-8℃的温度下储存。